# Aleksandr Gortsjakov

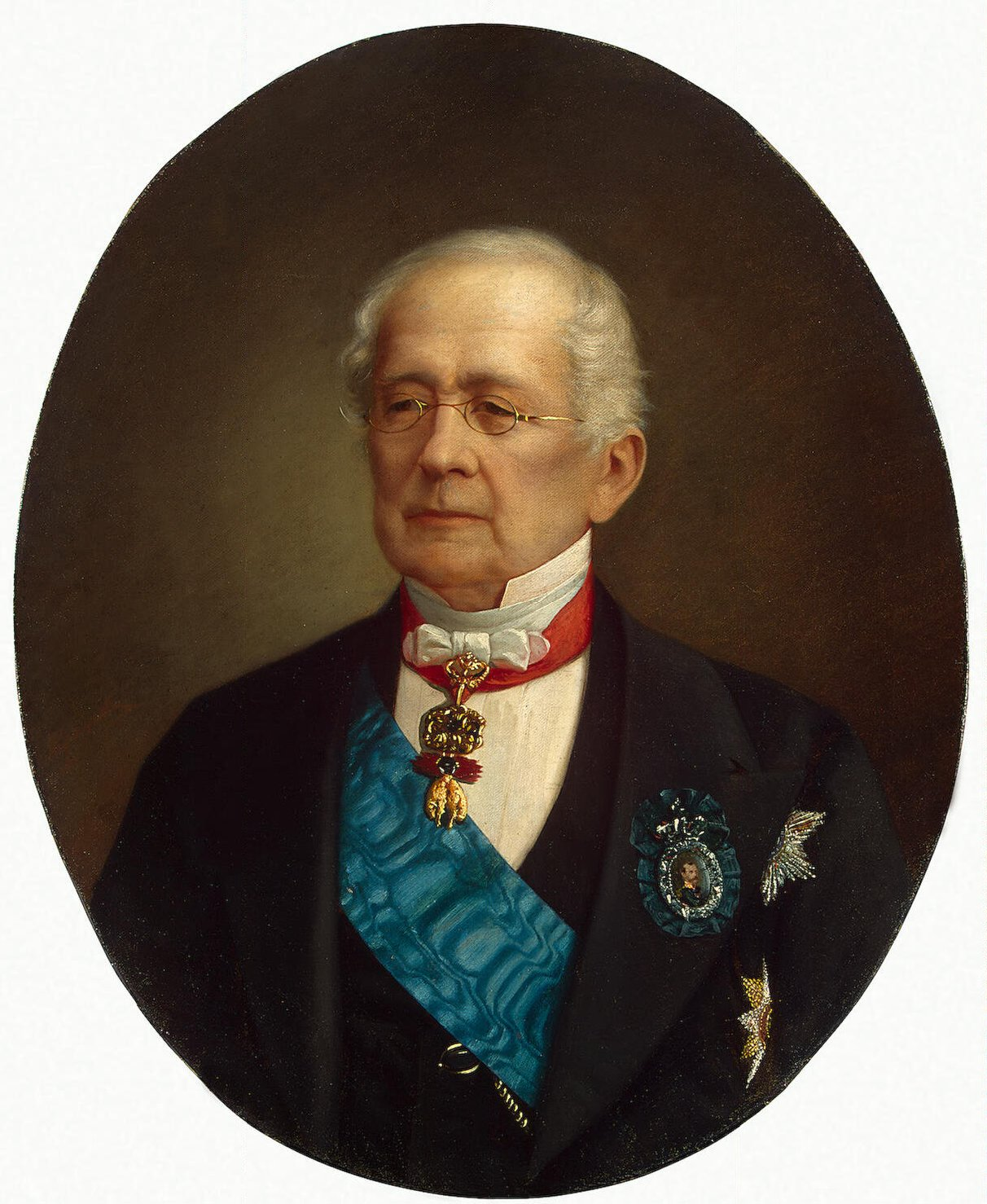
Kanselier Aleksandr M. Gortsjakov

Aleksandr Michailovitsj Gortsjakov (Russisch: Александр Михайлович Горчаков) (Haapsalu, 15 juni 1798 – Baden-Baden, 11 maart 1883) was een Russisch politicus en diplomaat. Hij was een telg van de prinselijke familie Gortsjakov, een hoog en oud adellijk geslacht.
Gortsjakov was een van de meest invloedrijke diplomaten van de 19e eeuw en als minister van Buitenlandse Zaken een tegenspeler van vorst Bismarck. Van 1863 tot 1883 was hij kanselier van Rusland.
Hij was onder andere ridder in de Orde van Sint-Andreas en in de Orde van het Gulden Vlies. Hij droeg, en dat was een bijzondere eer, het portret in diamanten van tsaar Alexander II van Rusland.